# About You Now
"About You Now" é uma canção do girl group britânico Sugababes, Escrito e produzido por Dr. Luke juntamente com Cathy Dennis e Steven Wolf, foi lançado em 24 de setembro de 2007 pela Island Records, como primeiro single do quinto álbum de estúdio do grupo Change, o primeiro a apresentar a nova integrante Amelle Berrabah em todas as faixas. Uma música pop uptempo que combina elementos pesados de pop rock e dance-pop, que infunde sons eletrônicos leves. Liricamente, "About You Now" retrata a protagonista pensando profundamente sobre seu relacionamento com seu namorado de quem ela se separou.
A música foi em sua maioria bem recebida pelos críticos de música, que elogiou sua produção e gênero e sua influência notoriamente notável no país. Alguns deles também descreveram a música como uma "obra-prima pop-electro-rock" e o chamaram de melhor single das Sugababes em anos. Após seu lançamento, "About You Now" tornou-se o sexto primeiro lugar do grupo no Reino Unido e o single mais famoso da banda desde "Push the Button". Permaneceu em liderança no UK Singles Chart por quatro semanas. Também alcançou o topo das paradas na Hungria, bem como os dez primeiros da Áustria, Bélgica, Alemanha, Irlanda, Noruega e Espanha. O single mais vendido das Sugababes até à hoje, vendeu 540.500 cópias a até outubro de 2015.
"About You Now" foi nomeado a um Prêmio BRIT de 2008 por Melhor single britânico. Na edição de 2009 do Guinness World Records, "About You Now" foi listado como a "primeira faixa de um pop britânico a liderar o gráfico de singles unicamente por downloads". A canção também foi nomeada como o "maior tempo de um single na posição número um no Reino Unido". Em dezembro de 2009, a BBC revelou que "About You Now" foi a quinta música mais tocada do Reino Unido da década (2000-09). Uma versão acústica da música aparece como uma faixa bônus no sexto álbum de estúdio do grupo Catfights and Spotlights (2008).

## Produção
"About You Now" foi escrito por Lukasz Gottwald e Cathy Dennis, enquanto a produção foi dirigida sob seu pseudónimo Dr. Luke, com produção adicional de Steven Wolf. Gravado no Sarm West Studios em Londres, foi mixado por Kurt Read com mais ajuda da Aniela Gottwald. Baixo, bateria e programação foram cuidados por Luke, enquanto as guitarras eram lideradas por Tina Kennedy e Luke. A contribuição de teclado adicional veio de Eric Kupper. "About You Now" foi descrito pelo POPJustice como uma "música pop adequada".

## Recepção e crítica

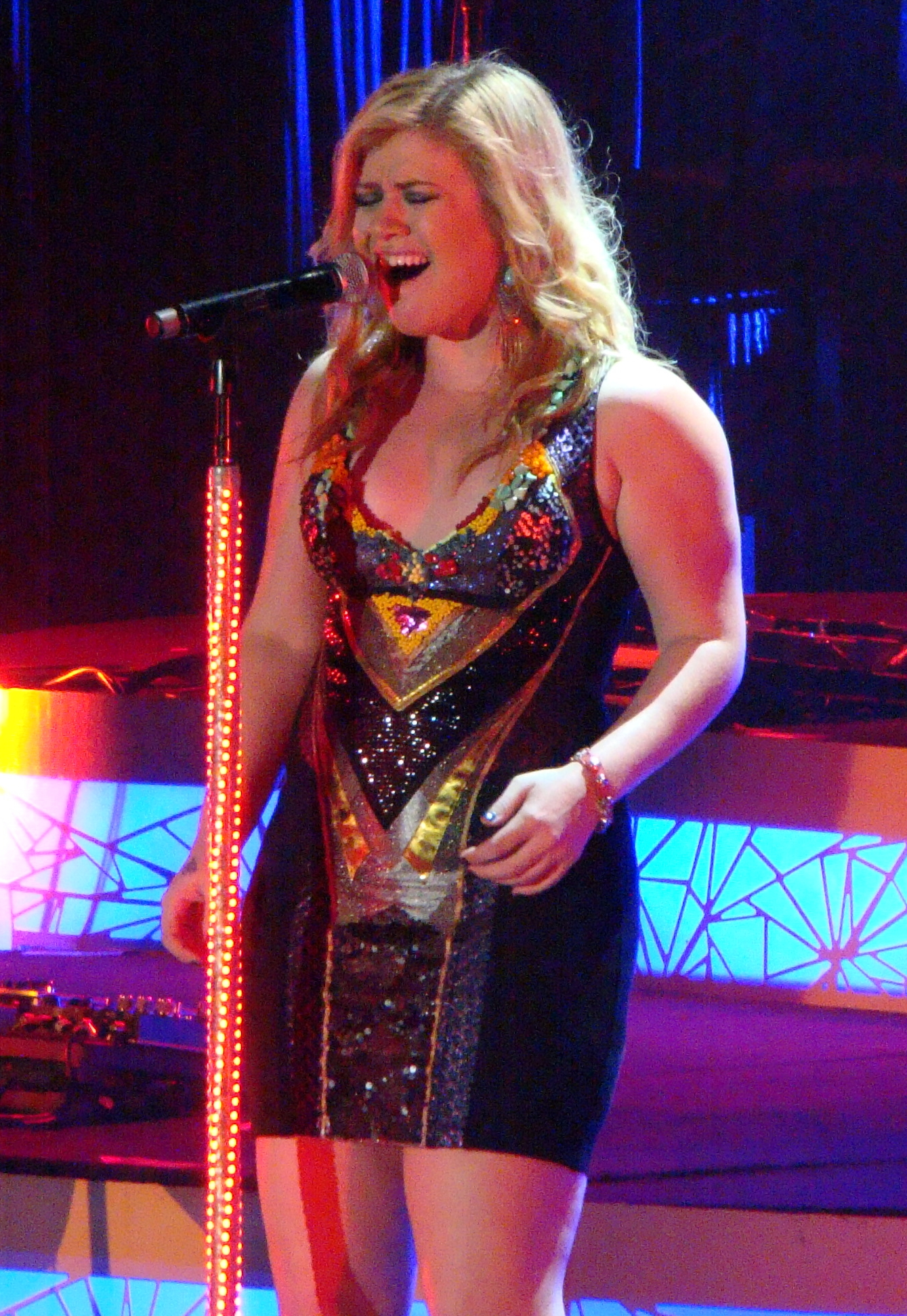
"About You Now" foi comparado com o single de 2004 "Since U Been Gone", da cantora Kelly Clarkson.

"About You Now" recebeu comentários em sua maioria favoráveis tanto de críticos de música como de fãs. O crítico do POPJustice Peter Robinson, observou uma similaridade com o single de 2004 de Kelly Clarkson "Since U Been Gone" (também produzido pelo Dr. Luke), descreveu a música como uma "obra-prima de pop-electro-rock" e apelidou-a "o melhor single das Sugababes" desde "Round Round" de 2002.  Ele elogiou a inconsciência da música e sua atitude "muito satisfeito em ser-exatamente-o que é" e observou que "não soa nada como o que as Sugababes fizeram antes, mas é instantaneamente reconhecível como uma canção das Sugababes". Alex Fletcher da Digital Spy, resumiu-o como "um prato pop para um rei ... as letras são perfeitas com o tempero adicionado de tempero Sugababes". Ele observou que, enquanto "About You Now" faltou "a perversidade de um "Push the Button" ou a atitude ousada de "Hole in the Head", compensa com os efeitos de voz robótica, uma batida eletrônica de backbeat e um refrão tão viciante que provavelmente deveria ser retirado e rotulado como medicamento de classe A".
James Cabooter, do Daily Star, descreveu-o como "maldito e perfeito" e descobriu que a música "bateu com um som de guitarra mais pesado nos EUA". Adam Webb, escrevendo para o Yahoo! Music, chamou a música de um "clássico do Sugababes: melodioso, atrevido, ligeiramente amador em torno das bordas e, em geral, melhor do que 99,9 por cento do que quer que seja lançado no mercado de música pop em 2007". Embora tenha notado uma falta de vantagem, chateado com a partida da ex-integrante da banda Mutya Buena, A Webb continuou a declarar "uma queda curta e acentuada de pop clássico e perfeito", dando-lhe sete estrelas de dez. Em contraste, a IndieLondon deu uma recepção mista à música, escrevendo que "ela toca em um som mais breezier que é projetado para fizz com sintetizadores, guitarras e batidass. Mas isso não funciona tão bem como os sucessos passados e não tem o mesmo recurso cruzado dos singles anteriores "Round, Round" ou, mais notavelmente, "Freak Like Me." Tom Young da BBC, chamou "About You Now" de "tiro de abertura feroz. É uma das músicas delas mais fortes até hoje, e sem nenhuma surpresa será... número um". Em 2008, "About You Now" foi nomeado para o BRIT Awards por Melhor single britânico, eventualmente, perdeu para "Shine" do Take That.

## Performance no gráfico

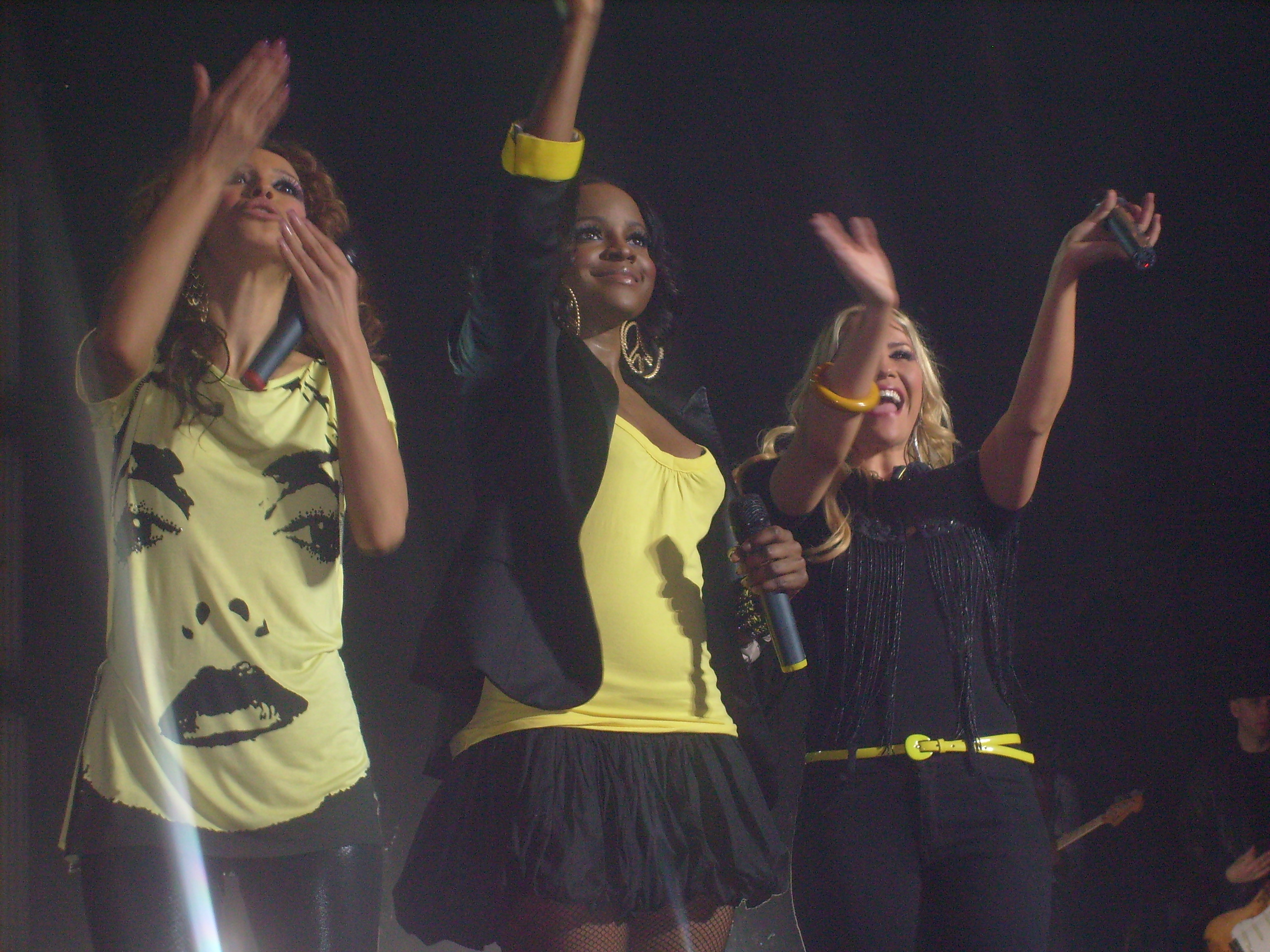
As Sugababes performaram "About You Now" durante a Change Tour, em 2008.

"About You Now" fez sua primeira aparição no gráfico do Reino Unido em 17 de setembro de 2007 - para o final de semana de 22 de setembro de 2007. Estreou no número trinta e cinco no UK Singles Chart, após lançamento de um pacote de remix para download legal. Uma semana depois, um grande impulso nos downloads, induzido pelo lançamento oficial do single digital, ajudou a catapultar a música ao topo das paradas britânicas. Esta forma de estratégia fez com que as Sugababes fossem o quarto artista e o segundo artista nacional a alcançar o número um em vendas de download sozinho. "About You Now" tornou-se o quarto gráfico coletivo da banda na sequência de "Freak Like Me" (2002), "Round Round" (2002), "Hole in the Head" (2003)
e "Push the Button" (2005) e quatro semanas na liderança, superando o tempo do último single. De acordo com a The Official Charts Company, classificou-se o sexto mais vendido da Grã Bretanha e do sexto single mais vendido de 2007. Tendo vendido quase 540.000 cópias a partir de agosto de 2015, classifica como seu single mais vendido.
Na Irlanda, "About You Now" estreou no número dez no Irish Singles Chart em downloads sozinhos. Uma semana depois, subiu ao número cinco com uma liberação física, e depois pico de número dois por duas semanas, tornando-se o quarto single das Sugababes em pico em posição particular. Na Áustria, estreou no número 13 na Austrian Singles Chart, onde é o número 4 na terceira semana, tornando-se o terceiro maior sucesso da banda, depois de "Push the Button" e "Overload". "About You Now" viu um sucesso na Alemanha, onde também é o número quatro na German Singles Chart, tornando-se o terceiro maior sucesso de Sugababes, novamente atrás de "Push the Button" e "Overload". No gráfico ARIA australiano, uma música ingressada no número número 57. Na Nova Zelândia - apesar de gastar 21 semanas nas paradas - obtendo o resultado no número 18. Em 13 de julho de 2008, "About You Now" voltou a entrar no UK Singles Chart no número 48, passando para o número 34 na próxima semana após ser proeminente em um episódio de Hollyoaks. Esta versão, gravada para Live Lounge do Radio 1, foi usada no funeral de Max Cunningham.

## Videoclipe
O Videoclipe de "About You Now" foi dirigido por Marcus Adams e filmado em 24 de agosto de 2007 no Festival Hall, em Waterloo, em Londres, Inglaterra. Embora várias imagens do clipe tenham sido vazadas na net nos próximos dias, no dia 6 de setembro, o vídeo completo fez sua estréia mundial via internet. Até 7 de setembro de 2007, o vídeo também estreou em canais de música. O clipe é dedicado ao falecido Tim Royes, que dirigiu os vídeos para os singles de 2007 do Sugababes "Red Dress" e "Easy". O celular Nokia 7500 é usado pelos dois atores no vídeo; O ator masculino tem o modelo preto, enquanto a atriz feminina tem o modelo branco.

## Faixas
| - UK CD single 1 1. "About You Now" (edição do álbum) – 3:09 2. "Rocks" (Napster sessão ao vivo) – 3:03 - UK 7" 1. "About You Now" (versão do álbum) – 3:32 2. "About You Now" (Kissy Sell Out Remix) – 5:23 | - Int. CD single / UK CD2 single 2 1. "About You Now" (versão do álbum) – 3:32 2. "About You Now" (Sticky 'Dirtypop' Remix) – 4:48 3. "About You Now" (Spencer & Hill Remix) – 5:51 4. "In Recline" – 3:26 |

## Desempenho nas paradas

### Paradas semanais
| Chart (2007–08)                                | Maior posição |
| ---------------------------------------------- | ------------- |
| O campo songid é OBRIGATÓRIO PARA PARADA ALEMÃ | 4             |
| Austrália (ARIA)                               | 57            |
| Áustria (Ö3 Austria Top 75)                    | 4             |
| Bélgica (Ultratip Bubbling Under da Valônia)   | 7             |
| Bélgica (Ultratop 50 de Flandres)              | 28            |
| Dinamarca (Hitlisten)                          | 12            |
| Dinamarca (Tracklisten Airplay)                | 2             |
| Eslováquia (Rádio Top 100)                     | 2             |
| Espanha (PROMUSICAE)                           | 15            |
| Europa (Billboard Hot 100 Singles)             | 3             |
| Finlândia (Suomen virallinen lista)            | 19            |
| França (SNEP)                                  | 19            |
| Hungria (Rádiós Top 40)                        | 1             |
| Irlanda (IRMA)                                 | 2             |
| Noruega (VG-lista)                             | 7             |
| Nova Zelândia (Recorded Music NZ)              | 18            |
| Países Baixos (Dutch Top 40)                   | 18            |
| Países Baixos (Single Top 100)                 | 16            |
| Polônia (Airplay Chart)                        | 1             |
| República Checa (Rádio Top 100)                | 1             |
| Reino Unido (Official Charts Company)          | 1             |
| Reino Unido (UK Singles Chart)                 | 1             |
| Romênia (Romanian Top 100)                     | 35            |
| Suécia (Sverigetopplistan)                     | 40            |
| Suíça (Schweizer Hitparade)                    | 21            |
| Turquia (Turkish Singles Chart)                | 2             |

| Chart (2007)                          | Posição |
| ------------------------------------- | ------- |
| Alemanha (Media Control AG)           | 61      |
| Áustria (Ö3 Austria Top 40)           | 64      |
| Europa (Billboard Hot 100 Singles)    | 40      |
| Hungria (Rádiós Top 40)               | 92      |
| Reino Unido (Official Charts Company) | 6       |
| Chart (2008)                          | Posição |
| Alemanha (Media Control AG)           | 87      |
| Europa (Billboard Hot 100 Singles)    | 49      |
| Hungria (Rádiós Top 40)               | 12      |

| Chart (2000–09)                       | Posição |
| ------------------------------------- | ------- |
| Reino Unido (Official Charts Company) | 98      |

## Vendas e certificações
| Região                                         | Certificação | Vendas   |
| ---------------------------------------------- | ------------ | -------- |
| Alemanha (BVMI)                                | Ouro         | 150,500^ |
| Dinamarca (IFPI Dinamarca)                     | Ouro         | 10,500^  |
| Reino Unido (BPI)                              | Platina      | 540,500  |
| ^distribuições baseadas apenas na certificação |              |          |

## Versão de Miranda Cosgrove
"About You Now" é um single da cantora pop norte-americana Miranda Cosgrove lançado em 5 de fevereiro de 2009 para promover seu primeiro extended play com mesmo nome, About You Now. A canção foi composta e produzida por Dr. Luke e alcançou a posição quarenta e sete na Billboard Hot 100, parada dos Estados Unidos, e setenta e nove na UK Singles Chart, no Reino Unido. A canção ainda foi incluida na coletânea It was later featured on the hit compilation album Now That's What I Call Music! 30

### Composição e Desenvolvimento
A canção foi escrita pelo compositor, músico e produtor Dr. Luke, conhecido por trabalhos como "Girlfriend" e "Hot" de Avril Lavigne, "Circus" de Britney Spears, "Party in the U.S.A." de Miley Cyrus, "I Kissed a Girl" e "Hot n Cold" de Katy Perry e "U + Ur Hand" de P!nk, em parceria com Cathy Dennis, conhecida por trabalhar nas canções "Can't Get You Out of My Head de Kylie Minogue e "Toxic" de Britney Spears", sendo produzida exclusivamente também por Dr. Luke.
A composição da canção, originalmente gravada pelas Sugababes, foi alterada para adequar-se ao público jovem que Miranda Cosgrove trazia consigo, suavizando as partes masi explicitas. A primeira esfrofe da canção, originalmente "It was so easy that night" ("Foi tão fácil naquela noite"), foi alterada para "Maybe I'm wrong, you decide" ("Talvez eu esteja errada, você decide"). Outra diferença é a segunda estrofe, alterada para"There's a moutain between us" ("Há uma montanha entre nós").

### Promoção

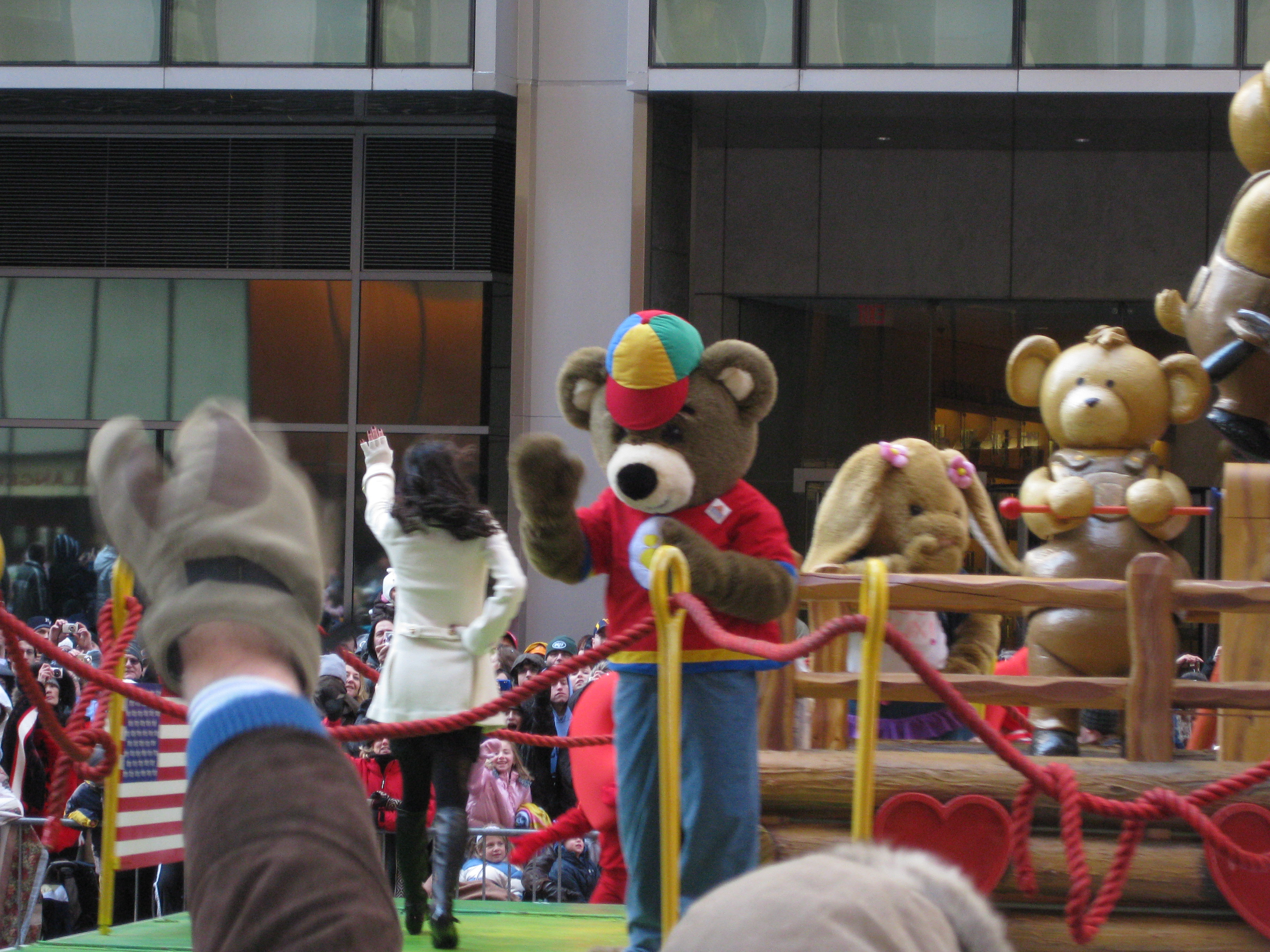
Miranda apresenta a canção no Macy's Thanksgiving Day Parade

Miranda Cosgrove performou a canção ao vivo pela primeira vez no Macy's Thanksgiving Day Parade, um desfile anual promovida pela loja de departamentos Macy's em Nova York. Em 28 de março de 2009 a cantora cantou seu single na premiação Nickelodeon Kids' Choice Awards. Em 23 de julho de 2010 Miranda Cosgrove cantou a canção ao vivo em um show realizado em Cannery Ballroom, em Nashville, nos Estados Unidos enquanto promovia seu primeiro álbum lançado em 2010. Em 6 de setembro de 2010, Miranda performou a canção no programa The Today Show.

### Versões
US single
- "About You Now" — 3:10
- "About You Now" (Spider Remix) — 3:24

Remixes
- "About You Now" (Spider Remix) — 3:24
- "About You Now" (Remix Dj Jhoan) — 3:14
- "About You Now" (Dj Alex Reggaeton Remix) — 3:15

### Paradas semanais
| Paradas (2009)                 | Posições |
| ------------------------------ | -------- |
| EUA (Billboard Hot 100)        | 47       |
| EUA (Billboard Digital Songs)  | 35       |
| EUA (AOL Videos)               | 9        |
| Reino Unido (UK Singles Chart) | 79       |